# Ministère de l'Écologie (France)
Pour les articles homonymes, voir Ministère de l'Écologie.

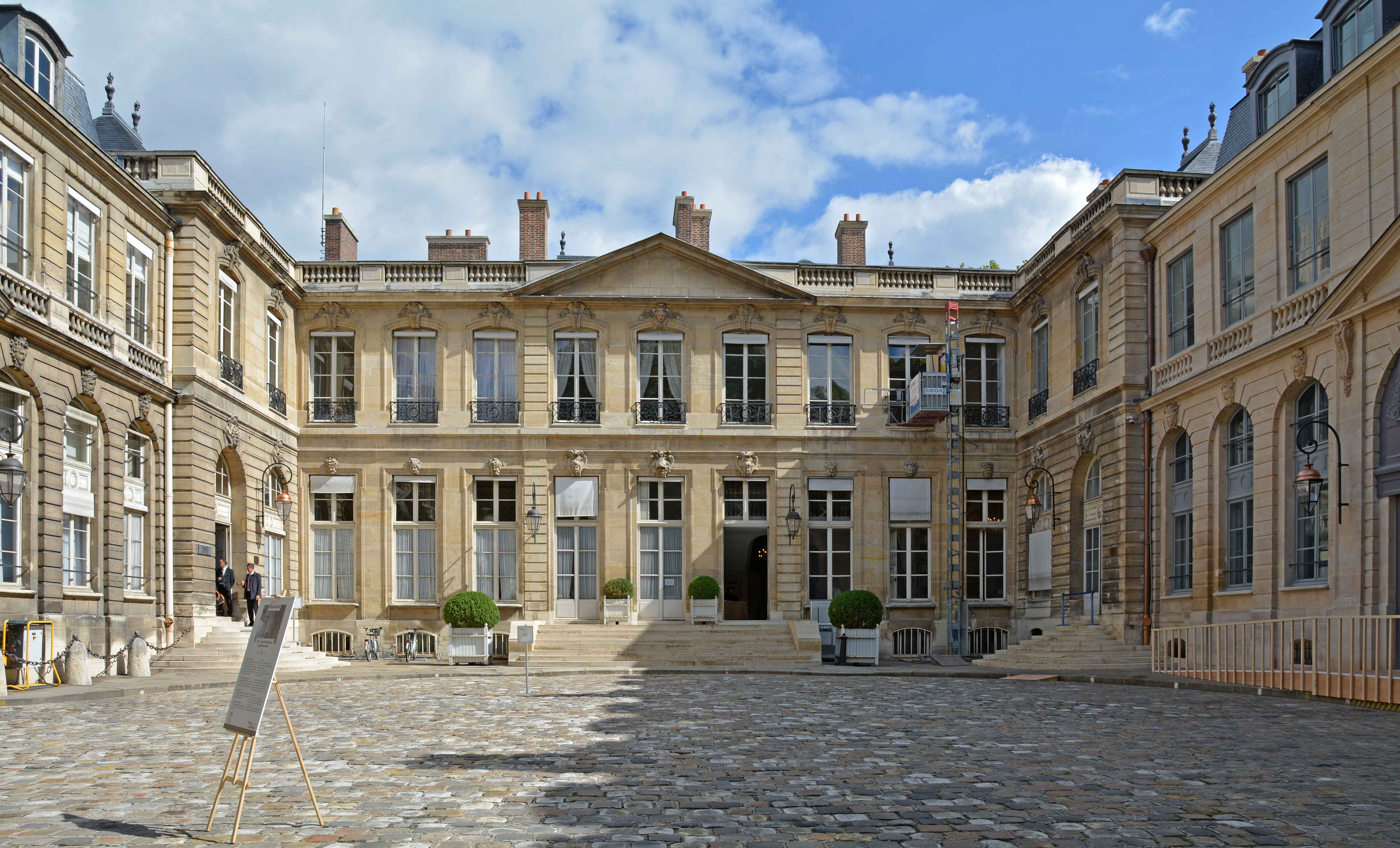
Hôtel de Roquelaure, siège du cabinet du ministre,.

Le ministère de l'Écologie est, en France, l'administration chargée de préparer et mettre en œuvre la politique du Gouvernement dans les domaines du développement durable, de l'environnement et des technologies vertes, de la transition énergétique et de l'énergie, du climat, de la prévention des risques naturels et technologiques, de la sécurité industrielle, des transports et de leurs infrastructures et de l'équipement.
Le ministère sous sa forme actuelle est créé en 2007 par la fusion des ministères de l’Équipement et de l’Écologie. Il prend par la suite plusieurs dénominations successives, l’actuelle étant depuis décembre 2024, « Ministère de la Transition écologique, de la Biodiversité, de la Forêt, de la Mer et de la Pêche ».
Depuis le 23 décembre 2024, Agnès Pannier-Runacher est la titulaire du poste de ministre de la Transition écologique, de la Biodiversité, de la Forêt, de la Mer et de la Pêche dans le gouvernement Bayrou. Elle a occupé le poste équivalent de Ministre de la Transition écologique, de l'Énergie, du Climat et de la Prévention des risques, entre le 21 septembre 2024 et le 5 décembre 2024 dans le gouvernement Barnier.
Les ministres et leur cabinet occupent l'hôtel de Roquelaure, situé sur le boulevard Saint-Germain à Paris ; l'administration centrale du ministère est implantée dans l'arche de la Défense et la tour Séquoia, au quartier d'affaires de La Défense.

## Historique
Le ministère de l'Écologie, sous sa forme actuelle, nommé « ministre de la Transition écologique, de la Biodiversité, de la Forêt, de la Mer et de la Pêche » est créé en 2007 par la fusion : 
- du ministère de l’Équipement crée en 1966, lui-même le résultat de la fusion :
  - du ministère des Travaux publics, existant depuis 1830,
  - et du ministère de la Reconstruction et de l'Urbanisme, créé en 1945 ;
- et du ministère de l'Environnement créé en 1971.

### Ministère des Travaux publics (1830 - 1966)
Le ministère des Travaux publics français est créé en mai 1830, quand Guillaume Capelle, sous le gouvernement de Jules de Polignac est nommé ministre des Travaux publics. Au cours de son histoire, le ministère peut avoir un sous-secrétaire d'Etat et peut avoir aussi la Marine marchande ou les Transports. En 1966, Georges Pompidou réunit le ministère des Travaux publics, de la Construction, du Logement et des Transports pour créer le ministère de l'Equipement et du Logement.

### Ministère de la Reconstruction et de l'Urbanisme (1945- 1966)
Le ministère de la Reconstruction et de l'Urbanisme, couramment appelé MRU, est un ministère français créé en octobre 1944 par le Gouvernement provisoire de la République française du général de Gaulle. Il s’agit du regroupement des services de la Délégation générale à l’équipement national (DGEN) et de ceux du Commissariat technique à la reconstruction immobilière (CTRI).  Il devient en 1953 le ministère de la Reconstruction et du Logement (MRL) puis le ministère de la Construction en 1958.

### Ministère de l'Environnement (1971-2007)
Le ministère de l'Environnement français est créé en janvier 1971, quand Robert Poujade, sous le gouvernement Jacques Chaban-Delmas est nommé ministre délégué auprès du Premier ministre, chargé de la Protection de la nature et de l’Environnement. C'est donc une création récente, qui suit la vague de renouveau de l'écologie en 1970 et s'inscrit dans la lignée des mesures de protection de la faune et de la flore de 1957.
En 2002, le ministère de l'environnement devient le ministère de l'Écologie et du Développement durable, sa première titulaire étant Roselyne Bachelot dans le premier gouvernement Raffarin.

### Ministère des Transports et de l'Équipement (1967-2007)
Dans les années 1960, Charles de Gaulle modernise l’État, afin d’atteindre ses objectifs de reconstruction de la France. Dans le gouvernement Georges Pompidou (3), Edgard Pisani est nommé ministre de l’Équipement. Ce ministère est le résultat de la fusion de l’ancien ministère des Travaux publics et des Transports (hérité de l’ancien régime et fortement décentralisé), et de celui de la Construction (créé en 1945 et très centralisé). Les dépenses d’investissement de ce ministère couvriront plus du tiers des dépenses en capital de l’État. En 1967 l’administration est constituée en deux directions opérationnelles : la DAFU (aménagement foncier et urbanisme) et la DC (construction) ; et au niveau territorial des directions départementales de l’Équipement (DDE). La Loi d'orientation foncière de décembre 1967 permet la maîtrise des sols et de l’urbanisme. Dans les années 1970, le ministère (dont les contours varient selon les gouvernements) est chargé de la construction de 27 500 km de routes et de planifier l’évolution de l’urbanisme. Dans le même temps, l’institution subit de premières critiques à propos de la construction des grands ensembles, ou encore de la prise en compte des questions d’environnement qui s’oppose aux « bétonneurs ». En 1978, le gouvernement Raymond Barre (3) tente pour la première fois de fédérer urbanisme et environnement avec la nomination de Michel d'Ornano, ministre de l’Environnement et du Cadre de Vie (mais les Transports restent à part) ; la DAFU devient DUP (Direction de l’urbanisme et des paysages). Cette organisation restera inachevée, à cause de l’alternance de 1981.
Le gouvernement Pierre Mauroy (2) fait voter les lois de décentralisation, et les DDE sont mises à disposition des conseils généraux, seules les routes restent sous la responsabilité de l’État. La direction de l’Architecture fusionne avec la direction de l’Urbanisme et des Paysages, ce qui donne la direction de l’Architecture et de l’Urbanisme (DAU). À partir de ce moment, d’une administration les DDE se transforment en un prestataire de service travaillant pour les collectivités locales. Lors de la cohabitation, le gouvernement Jacques Chirac (2) (où l’Équipement est à nouveau réuni avec l’Environnement) poursuit cette modernisation. Au début des années 1990, un système de contractualisation entre l’État et la DDE est mis en place. Dans le même temps, la « politique de la ville » apparaît, mais échappe au ministère, le Grand projet Urbain vise à arrêter toute politique nationale, au profit de la restructuration profonde d’un nombre restreint de sites. Le gouvernement Lionel Jospin procède à quelques réformes, comme la promulgation de la loi SRU et la fusion entre la DAU et la DHC, qui aboutit à la naissance de la DGUHC (direction générale de l’Urbanisme, de l’Habitat et de la Construction) en mars 1998. Le gouvernement Jean-Pierre Raffarin fait voter la loi d'orientation et de programmation pour la ville et la rénovation urbaine en 2003, qui symbolise une rupture dans la politique de la ville. Cette loi privilégie la démolition-construction à la rénovation. Dans le même temps, une nouvelle étape de la décentralisation transfère la responsabilité du réseau routier aux départements. Ainsi près de 30 000 agents sont transférés aux Conseils Généraux en même temps que 375 000 km de routes départementales, l'État conservant la gestion de 11 800 km de routes nationales via la création de onze directions interdépartementales des Routes. En 2004, le Logement ne fait plus partie des attributions du ministère, et l’année suivante les directions générales sont redécoupées : Routes ; Mer et Transports ; Urbanisme, Habitat et Construction ; Aviation civile ; Sécurité et Circulation routières, Tourisme. Avec le gouvernement Dominique de Villepin c’est l’Aménagement du territoire qui quitte le ministère, et le terme « Équipement » ne représente plus qu’une tradition.[réf. nécessaire] Déjà évoquée au début des années 1990, la fusion entre les DDE et les directions départementales de l'Agriculture et de la Forêt (DDAF) permet de créer les directions départementales de l'Équipement et de l'Agriculture (DDEA) à partir de 2007.

### Ministère de l'Écologie et du Développement durable (2007-2017)

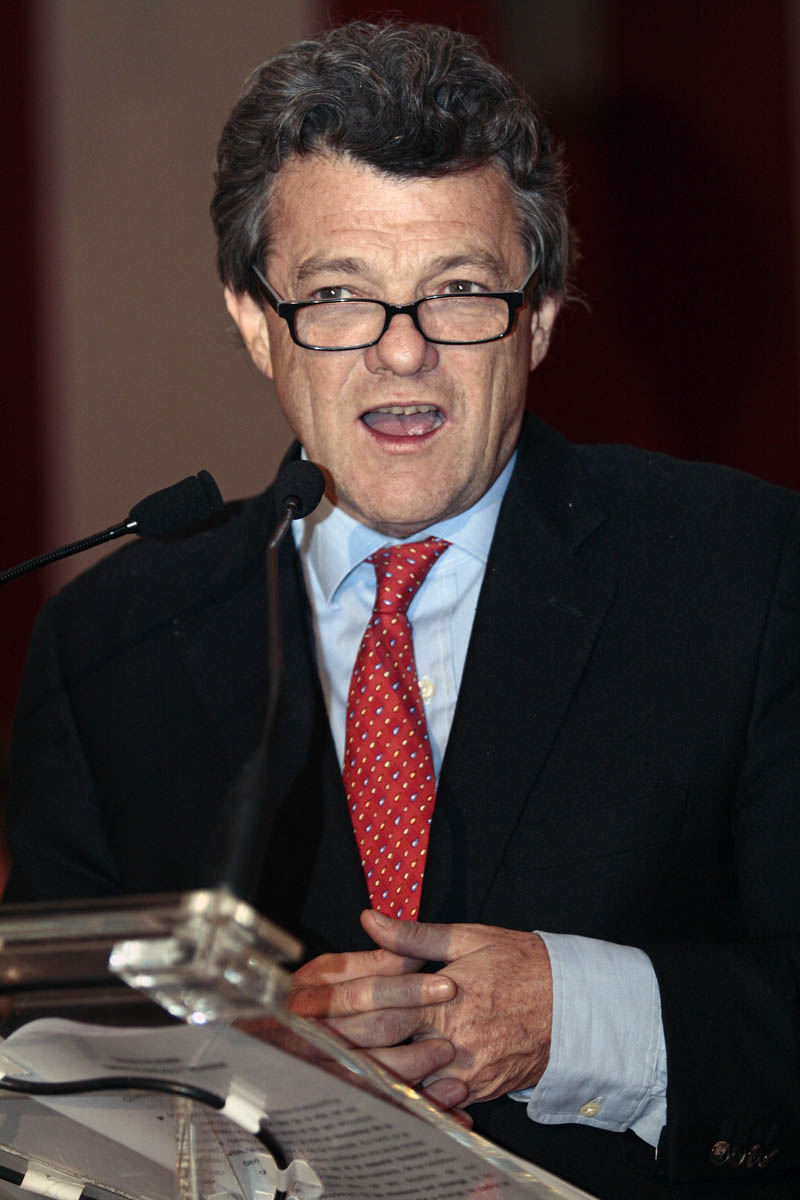
Entre 2002 et 2007, Jean-Louis Borloo fut à la tête de plusieurs ministères, mais a toujours eu la responsabilité de la Ville et de la Rénovation urbaine. Il est ensuite ministre d’État, ministre de l’Écologie, de l’Énergie, du Développement durable et de la Mer, chargé des technologies vertes et des négociations sur le climat de 2007 à 2010.

La création d’un grand ministère par la fusion de deux fonctions historiquement distinctes, l’Écologie et l’Équipement, est décidée par le président de la République Nicolas Sarkozy lors de sa prise de fonction. Son but est de créer un grand ministère à confier à un ministre d'État et de respecter ainsi sa signature du « pacte écologique » de Nicolas Hulot qui stipulait la création d’un poste de « vice-premier ministre chargé du développement durable ». Après un court passage d’Alain Juppé, c’est Jean-Louis Borloo qui prend la fonction de « Ministre d’État, ministre de l’Écologie, de l’Énergie, du Développement durable et de la Mer, en charge des technologies vertes et des négociations sur le climat », abrégé en MEDAD. Avec la révision générale des politiques publiques, les services déconcentrés se regroupent en Direction départementale des Territoires (DDE et DDAF renforçant leur fusion déjà amorcée en tant que DDEA, avec le renfort des services Environnement des préfectures).
Le 14 novembre 2010, lors de la formation du gouvernement François Fillon, il est rebaptisé « ministère de l'Écologie, du Développement durable, des Transports et du Logement ». Jean-Louis Borloo quitte le gouvernement, et est remplacé par Nathalie Kosciusko-Morizet. Celle-ci n'a pas le titre de ministre d'État que portaient les précédents titulaires du poste depuis 2007.
Depuis mai 2012, sous la présidence de François Hollande, l’Énergie revient dans les attributions du ministère qui devient « ministère de l’Écologie, du Développement durable et de l'Énergie ». En juillet 2013, la direction des pêches maritimes et de l'aquaculture (DPMA) est détachée du ministère de l'agriculture pour être incorporée au ministère de l'Écologie, du Développement durable et de l'Énergie.
Le ministre porte les négociations sur le climat dans son intitulé entre 2007 et 2010, et de 2016 à 2017. Ségolène Royal est à la tête du ministère au moment de la COP 21.

### Le ministère sous la Présidence d'Emmanuel Macron

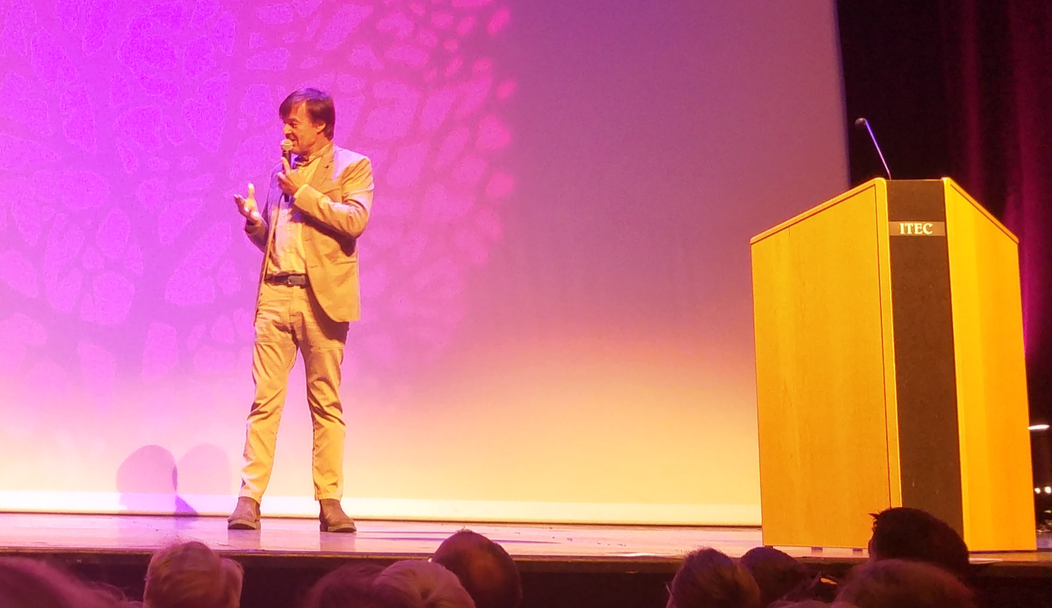
Nicolas Hulot, en conférence à Dinan, le 9 mai 2019, après avoir démissionné du poste de ministre de l'écologie, déclare avoir perdu tous ses arbitrages face à Bercy, en tant que ministre.

Le ministère est renommé ministère de la transition écologique et solidaire lors de la nomination du gouvernement Édouard Philippe, en 2017. Il est alors confié à Nicolas Hulot. Les attributions du ministère sont globalement conservées mais la Direction des Pêches Maritimes et de l'Aquaculture réintègre le Ministère de l'Agriculture et de l'Alimentation. Il reste chargé de la politique environnementale, de la politique énergétique, de la politique de la mer et des transports.
En 2019, le gouvernement prévoit de réduire de 5 % les effectifs du ministère d’ici la fin du quinquennat, soit près de 5 000 emplois, notamment dans les domaines de la prévision météorologique, de la protection des parcs nationaux et des inspecteurs de l’environnement. Le ministère avait déjà supprimé plus de 7 200 emplois entre 2017 et 2019.
Le ministère change ensuite à plusieurs reprises de dénomination, pendant la Présidence d'Emmanuel Macron, avec des modifications quant à son périmètre de compétences :
- Ministère de la Transition écologique et de la Cohésion des territoires et ministère de la Transition énergétique, pendant le gouvernement d’Élisabeth Borne (2022 - septembre 2024), il prend de nouvelles attributions : la cohésion des territoires, la lutte contre les inégalités territoriales, notamment dans les quartiers populaires des zones urbaines et les territoires ruraux. La Direction générale des collectivités locales, faisant traditionnellement partie du ministère de l'Intérieur, passe sous l’autorité conjointe du ministre de la Transition écologique et de la Cohésion des territoires[11]. La politique environnementale est supervisée par le Premier ministre, qui est également chargé de la Planification écologique et énergétique. Un autre membre du Gouvernement est chargé spécifiquement de la Transition énergétique[12].

- Ministère de la Transition écologique, de l'Énergie, du Climat et de la Prévention des risques, pendant le gouvernement Michel Barnier (21 septembre - 5 décembre 2024), il perd certaines attributions : la cohésion des territoires, les transports et la mer sont transférés au ministère du Partenariat avec les territoires et de la Décentralisation, tandis que le logement est transféré au ministère du Logement et de la Rénovation urbaine.

- Ministère de la Transition écologique, de la Biodiversité, de la Forêt, de la Mer et de la Pêche (23 décembre 2024 - ). Le 23 décembre 2024, la forêt qui était rattachée au ministère de l’agriculture depuis sa création sous la IIIe République en 1881, a été transférée au ministère de la transition écologique à l'occasion de la nomination du gouvernement Bayrou[13].

### Identité visuelle (logotype)
Le logotype du ministère varie régulièrement au gré des changements de dénominations. Il suit systématiquement les règles et principes de la charte graphique de la communication gouvernementale en France avec le système du « bloc marque » depuis 1999.

#### VoletÉquipement et transports(jusqu'en 2007)

Logo du ministère de l’Équipement à partir de 1985, les trois flèches symbolisent l’Urbanisme, le Logement, les Transports[7].
Logo du ministère de l'Équipement, des Transports et du Logement entre 1997 et 1999.
Logo du ministère de l'Équipement, des Transports et du Logement entre 1999 et 2002.

#### VoletÉcologie et environnement

Logo du ministère de l'Écologie et du Développement Durable dans les années 2000.
Logo du ministère de l'Environnement, de l'Énergie et de la Mer en 2016-2017.
Logo du ministère de la Transition écologique et solidaire de mai 2017 à février 2020.
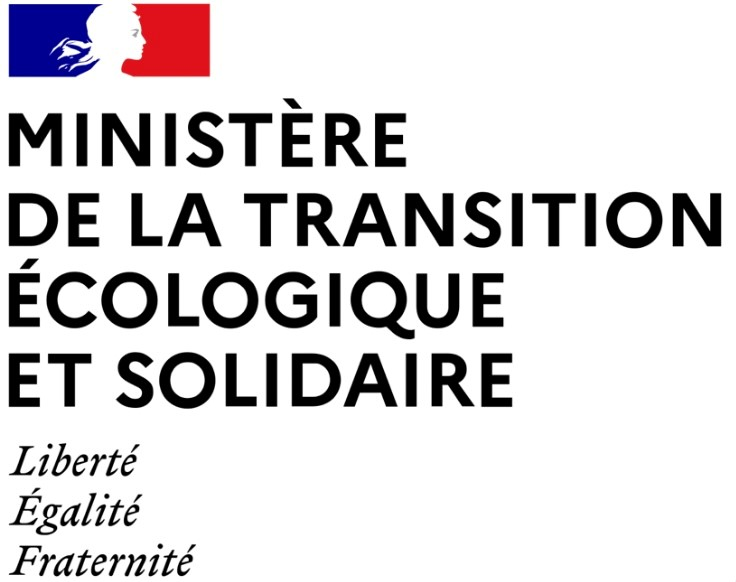
Logo du ministère de la Transition écologique et solidaire de 2020.
Logo du ministère de la Transition écologique de 2020 à 2022.
Logo du ministère de la Transition écologique et de la Cohésion des territoires depuis 2022.

## Organisation et attributions

### Ministre

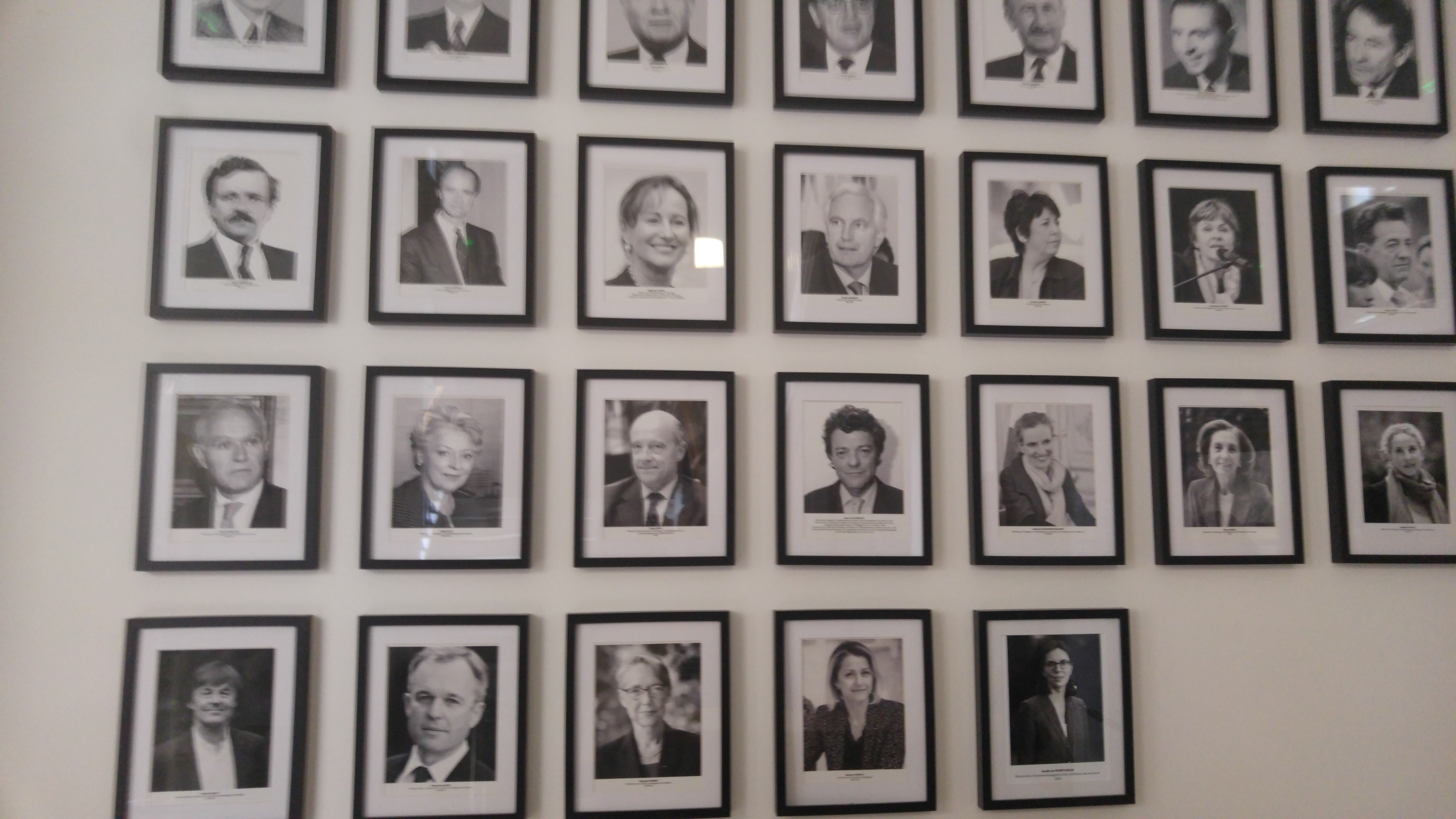
Portraits des ministres de l'écologie, à l'Hôtel de Roquelaure, pendant les Journées européennes du patrimoine, le 17 septembre 2023.

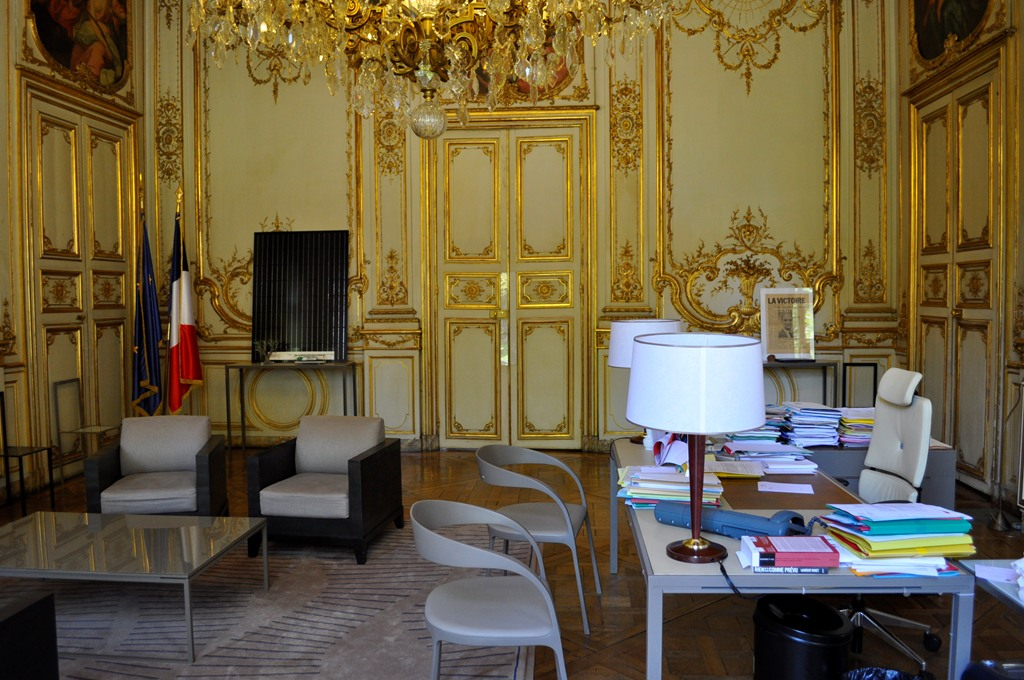
Le cabinet du ministre est situé à l'hôtel de Roquelaure (ci-dessus, le bureau du ministre en septembre 2012).

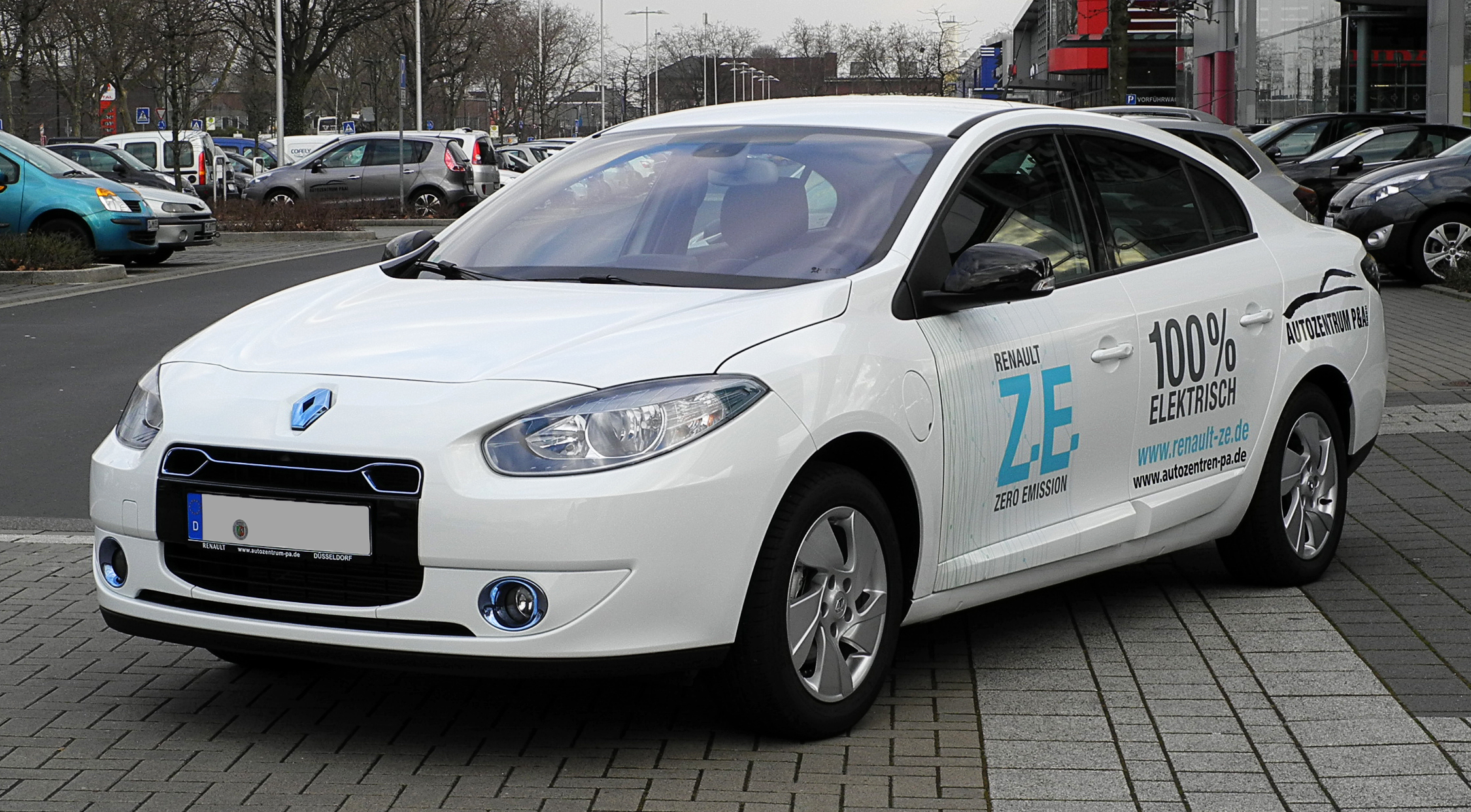
Renault Fluence Z.E, véhicule électrique du ministère.

La mission du ministre est ainsi définie :

« Il prépare et met en œuvre la politique du Gouvernement dans les domaines du développement durable, de la cohésion des territoires, de la lutte contre les inégalités territoriales, notamment dans les quartiers populaires des zones urbaines et les territoires ruraux, de l'environnement, notamment de la protection de la nature et de la biodiversité, de la prévention des risques naturels et technologiques, de la sécurité industrielle, des transports et de leurs infrastructures, de l'équipement et du logement, de l'urbanisme, de la ville, de l'aménagement et de la lutte contre l'étalement urbain. »

Agnès Pannier-Runacher est la ministre chargée de l'Écologie depuis le 21 septembre 2024.
Du 21 septembre 2024 au 5 décembre 2024, elle est ministre de la transition écologique, de l’énergie, du climat et de la prévention des risques. Puis, à partir du 23 décembre 2024, elle est ministre de la Transition écologique, de la Biodiversité, de la Forêt, de la Mer et de la Pêche.

### Ministre de l’Énergie
Sa mission est ainsi définie :

« Le ministre de la transition énergétique prépare et met en œuvre la politique du Gouvernement dans les domaines de la transition énergétique et de l'énergie, notamment en matière industrielle et tarifaire.
Il prépare et met en œuvre la politique de réduction des émissions de gaz à effet de serre.
Il promeut une gestion durable des ressources rares en matière minière. »

### Ministre des Transports
Le ministre chargé des Transports, « traite, par délégation du ministre de la transition écologique et de la cohésion des territoires, des affaires relatives aux transports, à leurs infrastructures et à l'aviation civile ».

### Administration centrale

Les bureaux de l'administration centrale se trouvent à La Défense, dans la Tour Séquoia.

Le ministre dispose d'une administration centrale dont l'organisation est définie par décret et se compose de deux structures transversales :
- le secrétariat général, chargé d'assister les ministres de la Transition écologique, de la Mer, et de la Cohésion des territoires et des Relations avec les collectivités territoriales dans l'administration du ministère (fonction financière, ressources humaines, tutelle des établissements publics nationaux, stratégie de communication interne et externe, questions juridiques, élaboration de la position du ministre à l'international et en Europe, politique de défense et de sécurité du périmètre du ministère) ;
- le Commissariat général au développement durable (CGDD), chargé notamment de définir, animer et assurer le suivi de la stratégie nationale de développement durable (SNDD).

Les directions opérationnelles du ministère sont :
- la direction générale de l’Énergie et du Climat (DGEC) ;
- la direction générale des Infrastructures, des Transports et des Mobilités (DGITM) ;
- la direction générale de l'Aviation civile (DGAC) ;
- la direction générale de l'Aménagement, du Logement et de la Nature (DGALN) ;
- la direction générale de la Prévention des risques (DGPR)[16] ;
- la direction générale des Affaires maritimes, de la Pêche et de l’Aquaculture (sous l'autorité conjointe du ministre de la Mer et du ministre de l'Agriculture) ;
- la délégation à la sécurité routière.

### Services d’inspection et d'audit du ministère
- L'Inspection générale de l'environnement et du développement durable (IGEDD)
- L’Inspection générale des affaires maritimes (comprenant l’inspection générale de l’enseignement maritime ou IGEM)
- Le Conseil général de l'économie, de l'industrie, de l'énergie et des technologies
- Le Bureau d'enquêtes sur les accidents de transport terrestre (BEA-TT)
- Le Bureau d'enquêtes et d'analyses pour la sécurité de l'aviation civile (BEA-Air)
- Le Bureau d'enquêtes sur les événements de mer (BEA-Mer)

### Réseau scientifique et technique
Le réseau scientifique et technique (RST) constitue un réseau de seize mille experts rattachés au ministère de l'équipement, présents sur tout le territoire national et intervenant dans de très nombreux domaines (urbanisme, gestion du patrimoine et des infrastructures, exploitation de la route, sécurité routière, environnement, prévention des risques…).
Ce réseau permet l’articulation entre recherche et applications au service de la collectivité.

#### Services à compétence nationale
- Le centre d'études des tunnels (CETu)
- Le service des systèmes d'information et de la modernisation de la DGAC
- Le centre ministériel de valorisation des ressources humaines (CMVRH)
- Le centre national des ponts de secours (CNPS)
- La direction de la sécurité de l'Aviation civile (DSAC)
- La direction des services de la Navigation aérienne (DSNA)
- Le Service de gestion des taxes aéroportuaires (SGTA)
- Le service national d’ingénierie aéroportuaire (SNIA)
- Le service technique de l’aviation civile (STAC)
- Le service technique de l’énergie électrique et des grands barrages (STEEGB)
- Le service technique des remontées mécaniques et des transports guidés (STRMTG)
- Le service technique de la sécurité des transports ferroviaires (STSTF)
- L'Institut de formation de l’environnement (IFORE) - devenu en 2020 la Sous-direction de l’innovation pédagogique et collaborative (IPEC)
- L'Armement des Phares et Balises (APB)
- Le service central d'hydrométéorologie et d'appui à la prévision des inondations (SCHAPI)
- Le service de santé des gens de mer (SSGM)

Depuis du 1er janvier 2014, le CERTU, le CETMEF, le SETRA ainsi que les 8 CETE sont regroupés au sein d'un nouvel établissement public à caractère administratif appelé Centre d'études et d'expertise sur les risques, l'environnement, la mobilité et l'aménagement (CEREMA).
Depuis le 1er juillet 2019, l'ancien Centre de Prestations et d'Ingénierie Informatique (CPII) a disparu en tant que Service à Compétence Nationale, ses agents étant intégrés au nouveau Service du Numérique au sein du Secrétariat Général. Le Service du Numérique devient  Direction du numérique (DNUM) à partir d'octobre 2022.

#### Écoles
Le ministère dispose de nombreuses écoles (dont cinq écoles d'ingénieurs) :
- L'École nationale de l'aviation civile (ENAC)
- L'École nationale supérieure maritime (ENSM), qui regroupe les quatre anciennes écoles nationales de la Marine marchande (ENMM)
- L'École nationale de la météorologie (ENM), une des directions de Météo-France
- L'École nationale supérieure du pétrole et des moteurs (ENSPM)
- L'École nationale des ponts et chaussées (ENPC)
- L’École nationale de la sécurité et de l'administration de la mer (ENSAM), service à compétence nationale rattaché à la direction des affaires maritimes, regroupant l'école des administrateurs des affaires maritimes, l'école des officiers des affaires maritimes et le centre de formation continue des administrations de la mer
- L'École nationale des techniciens de l’équipement (ENTE)
- L'École nationale des travaux publics de l’État (ENTPE)
- L'École nationale des sciences géographiques (ENSG), une des directions de l’IGN

et d'autres établissements d'enseignement :
- Le Centre d'évaluation, de documentation et d'innovation pédagogique (CEDIP), composante du CMVRH (Centre ministériel de valorisation des ressources humaines)
- Le Centre de formation polyvalent (CFP) de Brest
- Les 10 Centres de valorisation des ressources humaines (CVRH), composantes du CMVRH (Centre ministériel de valorisation des ressources humaines)
- Des collèges d'enseignement technique et maritime (CETM)

Plusieurs de ces écoles constituent des établissements publics sous tutelle.

### Services déconcentrés ou à compétences territoriales
Le MTE exerce une tutelle unique ou partagée sur les services déconcentrés suivants :

#### Services régionaux
Dans chaque région, sauf en Île-de-France, les directions régionales de l’Environnement, de l’Aménagement et du Logement (DREAL) remplacent, depuis le 3 mars 2009 pour les premières, depuis le 1er janvier 2010 pour les autres, les 26 directions régionales de l'Équipement (DRE), les 26 directions régionales de l'Environnement (DIREN) et les 26 directions régionales de l'Industrie, de la Recherche et de l'Environnement (DRIRE). Dans les régions d'outre-mer, ces directions sont appelées « direction de l’Environnement, de l’Aménagement et du Logement » (DEAL) et n'existent que depuis le 1er janvier 2011.
En Île-de-France, la direction régionale et interdépartementale de l'Hébergement et du Logement (DRIHL), la direction régionale et interdépartementale de l'Équipement et de l'Aménagement (DRIEA) et la direction régionale et interdépartementale de l'Environnement et de l'Énergie (DRIEE) participent à la mise en œuvre des activités entrant dans le champ du MTES.

#### Services interrégionaux et interdépartementaux
- 4 directions interrégionales de la Mer (DIRM) en France hexagonale et 4 directions régionales outre-mer.
- 11 directions interdépartementales des Routes (DIR).

#### Services départementaux et territoriaux
Les directions départementales interministérielles, notamment les directions départementales des Territoires (DDT) et les directions départementales des Territoires et de la Mer (DDTM) travaillent aussi dans le champ du ministère.
C'est le cas aussi des directions de l'Équipement (DE) pour les collectivités d'outre-mer.
Les unités départementales de l'Architecture et du Patrimoine (UDAP), issues des Agences des Bâtiments de France, et qui sont rattachées aux directions régionales des Affaires culturelles (services déconcentrés du ministère de la Culture) interviennent dans le domaine de l'urbanisme et de l'architecture.

#### Autres directions et services à compétences territoriales
- 9 directions de la Sécurité de l'aviation civile (DSAC)
- 5 centres en route de la navigation aérienne
- 4 services de l'Aviation civile outre-mer (SAC)
- 11 services de la Navigation aérienne (SNA)
- 3 services spéciaux des Bases aériennes (SSBA)
- 6 centres régionaux opérationnels de surveillance et de sauvetage en mer (CROSS)
- 1 centre opérationnel pour le sauvetage à la Réunion (COSRU)
- 14 centres de sécurité des navires (CSN)

### Établissements publics
Le MTE exerce une tutelle unique ou partagée, outre les écoles déjà mentionnées, sur plusieurs établissements publics. À l'issue de fusions effectuées de 2016 à 2020, ces établissements sont les suivants :
- l’agence de l’environnement et de la maîtrise de l’énergie (ADEME) ;
- l'agence de financement des infrastructures de transports de France (AFITF) ;
- l'agence nationale de l'habitat (ANAH) ;
- l’agence nationale pour la gestion des déchets radioactifs (ANDRA) ;
- l’agence nationale de sécurité sanitaire de l'alimentation, de l'environnement et du travail (ANSES, qui a remplacé l'AFSSET, anciennement AFSSE) ;
- le Bureau de recherches géologiques et minières (BRGM) ;
- le centre d'études et d'expertise sur les risques, l'environnement, la mobilité et l'aménagement (CEREMA) ;
- le centre scientifique et technique du bâtiment (CSTB) ;
- le conservatoire de l'espace littoral et des rivages lacustres (CELRL) ;
- le commissariat à l'énergie atomique et aux énergies alternatives (CEA2) ;
- le domaine national de Chambord (DNC) ;
- l'établissement national des invalides de la marine (ENIM) ;
- l’établissement public de sécurité ferroviaire (EPSF) ;
- l’institut français de recherche pour l’exploitation de la mer (IFREMER) ;
- l’IFP Énergies nouvelles ;
- l’Institut national de l'information géographique et forestière (IGN) ;
- l’Institut national de l’environnement industriel et des risques (INERIS) ;
- l’institut français des sciences et technologies des transports, de l'aménagement et des réseaux (IFSTTAR) ;
- l’institut national de sécurité routière et de recherches (INSERR) ;
- l’institut de radioprotection et de sûreté nucléaire (IRSN) ;
- Météo-France ;
- le Muséum national d'histoire naturelle (MNHN) ;
- l'office français de la biodiversité (OFB) depuis le 1er janvier 2020 ;
- l’office national des forêts (ONF) ;
- les onze parcs nationaux de France (PN), dont les activités sont coordonnées par l'OFB ;
- la régie autonome des transports parisiens (RATP) ;
- La Société du Grand Paris (SGP) ;
- Voies navigables de France (VNF) ;
- les six agences de l’eau sur le territoire hexagonal et corse ;
- les sept grands ports maritimes ;
- les cinq ports autonomes (deux sur le territoire hexagonal et trois en outre-mer) ;
- certaines agences d’urbanisme ;
- certains établissements publics fonciers (EPF) ;
- certains établissements publics d’aménagement (EPA).

### Sociétés dont le ministère assure la représentation de l'État
Ces entités sont des sociétés anonymes contrôlées totalement ou partiellement par l’État, qui étaient auparavant des établissements publics à caractère industriel et commercial.
- Électricité de France (EDF) (participation majoritaire de l'État)
- Engie, successeur de Gaz de France (participation minoritaire de l'État)
- la Société nationale des chemins de fer français (SNCF), société nationale, et ses filiales détenues à 100 %

## Agents du MTE
Corps de fonctionnaires rattachés au MTE (par ordre alphabétique) :
- Adjoint administratif de l'administration de l'État (AAAE)
- Administrateur des affaires maritimes (corps militaire d'officiers sous gestion du MTE)
- Agent d'exploitation (AE)
- Agent technique de l'environnement (ATE)
- Architectes et urbanistes de l'État (AUE) (2 spécialités : Aménagement et Patrimoine)
- Chargé d'études documentaires
- Chargé de Recherche (CR)
- Chef d'équipe d'exploitation (CEE)
- Dessinateur de l'équipement
- Directeur de Recherche (DR)
- Experts techniques des services techniques (ETST)
- Ingénieur des ponts, des eaux et des forêts (IPEF)
- Ingénieur des travaux de la météorologie (ITM)
- Ingénieur des travaux publics de l'État (ITPE)
- Ingénieur des travaux géographiques et cartographiques de l'État (ITGCE)
- Ingénieur du contrôle de la navigation aérienne (ICNA)
- Ingénieur des études et de l'exploitation de l'aviation civile (IEEAC)
- Ingénieur électronicien des systèmes de la sécurité aérienne (IESSA)
- Ingénieur de l'agriculture et de l'environnement (IAE)
- Secrétaire d'administration et de contrôle du développement durable (SACDD) (2 spécialités : Administration générale et Contrôle des transports terrestres)
- Syndic des gens de mer (SGM)
- Technicien de l'environnement (TE)
- Technicien supérieur des études et de l'exploitation de l'aviation civile (TSEEAC)
- Technicien supérieur du développement durable (TSDD) (3 spécialités : Techniques générales ; Exploitation et entretien des infrastructures ; Navigation, sécurité maritime et gestion de la ressource halieutique et des espaces marin et littoral)
- Technicien supérieur de la météorologie (TSM)
- Technicien supérieur géomètre (G)

D'autres corps de fonctionnaires ne sont pas rattachés au MTES, bien que leurs membres sont nombreux dans le périmètre du ministère. En particulier, les deux corps suivants sont en gestion au ministère de l'Économie et des Finances, employés majoritairement au sein des directions régionales : DREAL, DEAL, DRIEE :
- Ingénieur de l'industrie et des mines (IIM)
- Technicien supérieur de l'économie et de l'industrie (TSEI) (issus de la fusion des TSIM et des Tminéfi).

Le ministère emploie aussi des administrateurs civils et des attachés d'administration de l'État (AAE), corps interministériels d'encadrement supérieur.
Le ministère emploie aussi des ouvriers des parcs et ateliers (OPA) qui ne sont pas des fonctionnaires mais des ouvriers d'État.

## Dans la culture

### Cinéma
- L'Exercice de l'État (2011) est un film de Pierre Schoeller mettant en scène le ministre des Transports.

#### Ouvrages
- Robert Poujade, Le ministère de l'impossible, Éditions Calmann-Lévy, 1975  (ISBN 978-2702100523).

#### Textes légaux
Décrets d'attribution :
- Décret no 2012-772 du 24 mai 2012 relatif aux attributions du ministre de l'Écologie, du Développement durable et de l'Énergie (périmé))
- Décret no 2012-805 du 9 juin 2012 relatif aux attributions du ministre délégué auprès de la ministre de l'Écologie, du Développement durable et de l'Énergie, chargé des transports et de l'économie maritime (périmé)
- Décret no 2014-401 du 16 avril 2014 relatif aux attributions du ministre de l'Écologie, du Développement durable et de l'Énergie (en vigueur)

Décrets d'organisation :
- Décret no 2000-426 du 19 mai 2000 portant organisation de l'administration centrale du ministère chargé de l'environnement (abrogé)
- Décret no 2005-471 du 16 mai 2005 fixant l'organisation de l'administration centrale du ministère de l'Équipement, des Transports, de l'Aménagement du territoire, du Tourisme et de la Mer (abrogé sauf l’article 10)
- Décret no 2008-680 du 9 juillet 2008 portant organisation de l'administration centrale du ministère de l'Écologie, de l'Énergie, du Développement durable et de l'Aménagement du territoire (en vigueur)